# Харківський сміттєспалювальний завод
Харківський сміттєспалювальний завод — колишній сміттєспалювальний завод у Харкові.

## Історія
Завод був одним із перших сіміттєспалювальних заводів у колишньому СРСР. Будували розконвойовані в'язні за німецьким проектом в 1980–1982 роках. Завод введений в експлуатацію в 1982 році. Коли німецький фільтр в трубі забився, його вийняли і більше не ставили. Завод так і димів усі роки без фільтра. Зупинений в першій половині 1990-х років. В 2001 році, під час реорганізації «Харківтеплоенерго» завод став «нічийним» — з власності області до власності міста він прийнятий не був. Зруйнований повністю в 2011 році. Нині там невеликий смітник, куди привозять сміття з Харкова. Там риються люди асоціального вигляду — сортують сміття, як під Роганню.
Початково в Харкові планували звести 3 сміттєспалювальні заводи. Але коли запустили один, то сміття, яке надходило виявилося майже вдвічі менше ніж очікувалося. Це було спричинене махінаціями сміттєперевізників, які значно завищували кількість перевезеного сміття задля «гарної» статистики.
Таким чином було виявлено, що потреби може задовольнити один завод за рахунок встановлення кількох додаткових котлів. В 1996 році підприємству вдалося забрати з Донецька нове обладнання, яке лежало там законсервованим, тому що «зелені» не давали будувати завод. Однак розширення заводу не вдалося — у 2001 році він припинив роботу. А щоб питання щодо його відновлення у подальшому більше не піднімалося усе обладнання, навіть нове, привезене з Донецька, було порізане на брухт. Пізніше розібрали й саму заводську будівлю.